# بيرثا باركر بالان
بيرثا بالان ثورستن كودي (بالإنجليزية: Bertha Parker Pallan)‏ (باركر بالولادة، حيث ولدت في الثلاثين من شهر آب عام 1907 –توفت في الثامن من تشرين الأول عام 1978) هي معاونة في علم الآثار في متحف ساوث ويست. وهي زوجة الممثل آيرون آيز كودي.

## سيرتها الذاتية
بيرثا “بيردي” باركر هي أول عالمة آثار يعود أصلها لشعوب أميركا الأصلية، حيث تنحدر أصولها من قبيلتي الأبيناكي والسينيكا. ولدت بيرثا عام 1907 في مقاطعة تشاتاقوا في ولاية نيويورك. أمها بيولا تاهامونت كانت ممثلة، حيث قامت بيرثا –عندما كانت مراهقة –وأمها بالتمثيل مع الإخوة رِنجلنج وسرك بارنوم وبيْلي في عرضِ “بوكاهنتس”. أما والدها آرثر سي. باركر فكان عالم آثار وأول رئيس للجمعية الأميركية لعلم الآثار. أما جدها والد أمها فكان الممثل إيلايجاه تاهامونت، وجدتها الممثلة مارغريت كامب. كانت بيرثا تساعد والدها في الحفريات عندما كانت طفلة.
انتهى زواج والدها ووالدتها عام 1914 بالطلاق، وانتقلت عائلة والدتها تاهامونت إلى لوس أنجلوس، واصطحبت العائلة معها الطفلة بيرثا لتعمل في مجال الأفلام وسينما هوليوود. حيث عملت بيرثا، عندما كانت مراهقة، ووالدتها مع الإخوة رِنجلنج وسيرك بارنوم وبيْلي في عرض “بوكاهنتس”.

## عائلتها
تزوجت بيرثا من جوسيف بالان في أوائل العشرينيات من القرن الماضي، وأنجب الزوجان ابنة اسمها ويلما ماي (بيلي) بالان عام 1925. وعندما انتهى زواجهما، انتقلت بيرثا إلى ولاية نيفادا للعمل في موقع أثري لمتحف ساوث ويست، الذي يترأسه مارك ريموند هارنجتون، حيث تزوّج الأخير من عمة بيرثا، التي كانت تدعى إنديكا باركر. وأثناء عمل بيرثا في بعثة كهف الجص، التقت عام 1930 من عالم الأحياء القديمة جيمس ثورستون، وتزوجا عام 1931 ، لكنهما مرضى معاً بعد انتهاء البعثة عام 1931. فتوفي ثورستن وأصبحت بيرثا مريضة جداً لفترة من الزمن، انتقلت خلالها للعيش مع والديها في لوس أنجلوس. حيث كان الكهف الذي عملا فيه مليئاً بالروث. وعانى الزوج من نوبة قلبية مفاجئة عندما كان يرفع إحدى الصخور في الموقع، وتوفي على الفور”.
توظفت بيرثا في متحف ساوث ويست، حيث عملت أولاً سكريتيرة، ثم أصبحت عالمة مساعِدة في مجال الآثار والإثنولوجيا. وفي عام 1936، تزوجت من الممثل إسبيرا أوسكار دي كورتي، والمعروف باسم آيرون آيز كودي.
في عام 1942، كانت ابنتها بيلي ذات الأعوام الـ 17 في زيارة إلى مزرعة جدتها بيولا، لكنها لاقت حتفها بعد إصابتها بجرح بسبب طلق ناري طائش.
تبنت بيرثا وزوجها آيرون آيز لاحقاً صبيين أميركيين أصليين، وهما روبرت “تري” كودي وآرثر ويليام كودي (1952–1996). وكانت بيرثا وزوجها مسؤولين بشكل رئيسي عن نجاح المركز الهندي في لوس أنجلوس، وهو مكان يتجمع فيه الهنود الأصليون المنتقلون من أماكن حضرية إلى لوس أنجلوس.

## وفاتها
توفت بيرثا باركر بالان عام 1978 وعمرها 71 عاماً. وُكتب على شاهد قبرها عبارة بسيطة هي “السيدة آريون آيز كودي”.

## مهنة علم الآثار
قام مارك ريموند هارنجتون بتعيين بيرثا أمينة سر البعثة وطهاة المخيم. حيث تزوج هارنغتون من عمتها إنديكا قبل فترة قصيرة من حصولها على الوظيفة. شاركت بيرثا في أعمال الحفريات في موقع منزل ميسا، كما تعلمت أساليب العمل الميداني في مجال علم الآثار على يد هارنجتون والسكان المحليين. وفي عام 1929، اكتشفت موقع بوبلو (موقع شعب هندي أحمر) يُدعى سكوربيون هيل، وأجرت الحفريات لوحدها هناك، وعرضت الاكتشافات التي وجدتها في متحف ساوث ويست.